# Karel Stromšík
Karel Stromšík (* 12. dubna 1958 Nový Jičín) je bývalý český fotbalista, brankář, československý reprezentant, účastník mistrovství světa roku 1982 ve Španělsku.

## Fotbalová kariéra
V československé reprezentaci odehrál 4 zápasy, z toho dva právě na španělském šampionátu. Největších úspěchů dosáhl v Dukle Praha, za niž hrál v letech 1978–1986. S Duklou získal dvakrát mistrovský titul (1979, 1982) a jednou Československý pohár (1983). V československé lize hrál za Duklu Praha, Slovan Bratislava a SK Dynamo České Budějovice, nastoupil ve 173 ligových utkáních. V Poháru mistrů evropských zemí nastoupil ve 2 utkáních, v Poháru vítězů pohárů ve 4 utkáních a v Poháru UEFA v 9 utkáních.

## Ligová bilance
| Ročník                                        | Zápasy | Góly | Klub                       |
| --------------------------------------------- | ------ | ---- | -------------------------- |
| Česká národní fotbalová liga 1977/1978        | -      | -    | VTJ Tachov                 |
| 1. československá fotbalová liga 1978/1979    | 21     | 0    | Dukla Praha                |
| 1. československá fotbalová liga 1979/1980    | 9      | 0    | Dukla Praha                |
| 1. československá fotbalová liga 1980/1981    | 14     | 0    | Dukla Praha                |
| 1. československá fotbalová liga 1981/1982    | 20     | 0    | Dukla Praha                |
| 1. československá fotbalová liga 1982/1983    | 23     | 0    | Dukla Praha                |
| 1. československá fotbalová liga 1983/1984    | 30     | 0    | Dukla Praha                |
| 1. československá fotbalová liga 1984/1985    | 21     | 0    | Dukla Praha                |
| 1. československá fotbalová liga 1985/1986    | 7      | 0    | Dukla Praha                |
| 1. slovenská národní fotbalová liga 1985/1986 | 13     | 0    | Slovan Bratislava          |
| 1. slovenská národní fotbalová liga 1986/1987 | 19     | 0    | Slovan Bratislava          |
| 1. slovenská národní fotbalová liga 1987/1988 | 30     | 0    | Slovan Bratislava          |
| 1. československá fotbalová liga 1988/1989    | 20     | 0    | Slovan Bratislava          |
| 1. československá fotbalová liga 1992/1993    | 1      | 0    | SK Dynamo České Budějovice |
| 1. česká fotbalová liga 1993/1994             | 7      | 0    | SK Dynamo České Budějovice |
| 2. česká fotbalová liga 1995/1996             | 10     | 0    | SK Tatran Poštorná         |
| CELKEM 1. liga                                | 174    | 0    |                            |